# Eşref Bilgiç
Eşref Bilgiç (* 14. November 1908 in Istanbul, Osmanisches Reich; † 9. Dezember 1992 ebd.) war ein türkischer Fußballspieler, -trainer und -schiedsrichter. Durch seine langjährige Tätigkeit für Beşiktaş Istanbul und als dessen Eigengewächs wird er sehr stark mit diesem Verein assoziiert und von Vereins- und Fanseiten als wichtige Persönlichkeit der Vereinsgeschichte bezeichnet. Er spielte während seiner Beşiktaş-Zeit mit für den Verein legendären Spielern wie Hakkı Yeten, Şeref Görkey, Hüseyin Saygun, Hüsnü Savman, İbrahim Tusder, Feyzi Uman und Şükrü Gülesin zusammen und war ein wichtiger Teil jener Mannschaft, die in den Jahren von 1933 bis 1947 acht Mal mit der Istanbuler Meisterschaft den damals wichtigste Titel im türkischen Fußball, davon fünf Titel in Folge, gewinnen konnte.

## Spielerkarriere

### Verein
Bilgiç durchlief die Nachwuchsabteilung von Beşiktaş Istanbul. Zur Saison 1926/27 wurde er in den Kader der Fußballmannschaft Beşiktaş' aufgenommen. Zum Zeitpunkt seines Eintritts in den Profikader spielte sein Verein in der İstanbul Futbol Ligi (dt. Istanbuler Fußballliga). Es gab damals in der Türkei keine landesübergreifende Profiliga. Stattdessen bestanden in den Ballungszentren wie Istanbul, Ankara und Izmir regionale Ligen, von denen die İstanbul Ligi (auch İstanbul Futbol Ligi genannt) als die Renommierteste galt. In seiner ersten Saison kam er trotz seines jungen Alters in drei Ligaspielen zum Einsatz und erzielte dabei ein Tor. Bereits in seiner dritten Saison etablierte er sich als Stammspieler.
Nachdem er mit seinem Verein sieben Spielzeiten lang ohne Titel geblieben war, konnte er in der Saison 1933/34 mit seiner Mannschaft die Istanbuler Meisterschaft holen. Trotz dieses Titels erreichte Bilgiç mit seinem Team die nächsten vier Spielzeiten keinen Titelgewinn. Erst in der Saison 1938/39 konnte er mit seiner Mannschaft die Meisterschaft der Istanbuler Fußballliga gewinnen. In den nachfolgenden vier Jahren gelang Bilgiç mit seiner Mannschaft vier Mal die Titelverteidigung in der Istanbuler Meisterschaft. Dadurch wurden mehrere Ligarekorde gebrochen. Zudem wurde in der Saison 1941 die Millî Küme gewonnen, eine Art Meisterschaft, an der die Mannschaften der drei Großstädte Istanbul, Ankara und Izmir teilnahmen. In der Saison 1944/45 konnte er mit seinem Verein erneut die Istanbuler Meisterschaft gewinnen.
Im Sommer 1947 wechselte Bilgiç zum Ligarivalen İstanbulspor. Hier spielte er eine Spielzeit lang und beendete dann seine Karriere.

### Nationalmannschaft
Bilgiç begann seine Nationalmannschaftskarriere 1931 mit einem Einsatz für die türkische Nationalmannschaft im Testspiel gegen die Jugoslawische Nationalmannschaft. Mit dieser Begegnung absolvierte er sein erstes Länderspiel. Bis zum Jahr 1932 absolvierte er ein weiteres Länderspiel und erzielte dabei ein Tor.
Mit der Türkischen Auswahl nahm Bilgiç am Balkan-Cup 1931 teil und wurde mit dieser Silbermedaillengewinner.

## Trainer- und Schiedsrichterkarriere
Bilgiç arbeitete nach dem Ende seiner Profikarriere in der ersten Hälfte der 1950er Jahre als Schiedsrichter. Ab 1952 begann er den in der Istanbuler Fußballliga spielenden Verein Kasımpaşa Istanbul zu betreuen. Bei diesem Verein arbeitete er vier Spielzeiten lang als Cheftrainer. Anschließend übernahm er zur Saison 1956/57 den Istanbuler Zweitligisten Feriköy SK. In der Spielzeit übernahm er seinen früheren Verein Beşiktaş Istanbul als Cheftrainer, verließ diesen aber bereits nach neun Spieltagen wieder.

## Erfolge
Mit Beşiktaş Istanbul
- Meister der İstanbul Futbol Ligi: 1933/34, 1938/39, 1939/40, 1940/41, 1941/42, 1942/43, 1944/45, 1944/45
- Meister der Millî Küme: 1941
- Meister der Maarif Mükafatı: 1943/44
- Bildungspokalsieger: 1946/47
- İstanbul-Pokalsieger: 1943/44
- Premierminister-Pokalsieger: 1943/44

Mit der Türkischen Nationalmannschaft
- Zweiter des Balkan-Cups: 1931